# Амбелокипи-Менемени
Амбело́кипи-Менеме́ни (греч. Δήμος Αμπελοκήπων-Μενεμένης) — община (дим) в Греции. Входит в городскую агломерацию Салоник. Административно относится к периферийной единице Салоники в периферии Центральная Македония. Население 52 127 человек по переписи 2011 года. Площадь 10,252 квадратного километра. Плотность 5323,43 человека на квадратный километр. Административный центр — Амбелокипи. Димархом на местных выборах 2011 года избран Лазарос Киризоглу (Λάζαρος Κυρίζογλου).
Община Амбелокипи-Менемени создана в 2010 году (ΦΕΚ 87Α) по программе «Калликратис» при слиянии упразднённых общин Амбелокипи и Менемени.